# Adigetto
L'Adigetto (Adexeto in veneto) è un fiume del Veneto che nasce a Badia Polesine staccandosi dall'Adige. Un tempo era un canale navigabile usato anche per l'irrigazione, per questo motivo è ancora oggi chiamato naviglio Adigetto.
Attraversa il comune di Badia Polesine, lambendone il centro storico e proseguendo per la frazione di Salvaterra; poi passa per Lendinara, Villanova del Ghebbo, Costa di Rovigo, Rovigo, per un breve tratto segna il confine tra Villadose e Ceregnano. Attraversa poi il centro di Villadose, prosegue per le frazioni di Cambio, Ca' Emo, Valliera, per poi gettarsi nel Canalbianco in località Voltascirocco, nei pressi di Loreo ma in comune di Adria.

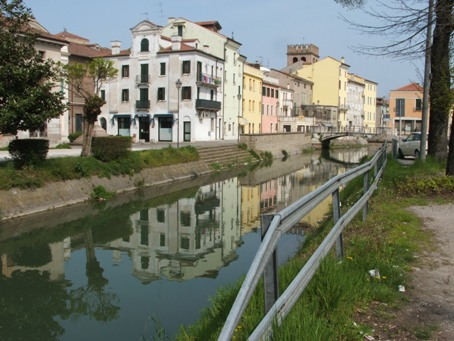
Il Naviglio Adigetto, nel comune di Lendinara.

## Storia
L'Adigetto, come il suo nome tende a ricordare, è strettamente connesso all'evoluzione dell'Adige, tanto che in epoche passate caratterizzate da continue rotte ne era diventato per un periodo il ramo principale.
L'origine di questo ramo dell'Adige viene tradizionalmente posta ad una rotta avvenuta a Pinzone (l'odierna Badia) nel 950. Le acque si riversarono in un ramo del Tartaro attorno al quale stavano sorgendo i primi nuclei abitati di Badia, Lendinara, Villanova, Rovigo e Villadose. Il fiume veniva chiamato Adige in quanto ne rappresentava il corso principale; i due rami che si separavano a Badia si riunivano poi poco prima di entrare a Cavarzere in località Lezze.
In seguito alla disastrosa rotta della Malopera del 1438, questa diramazione perse notevolmente di portata e di importanza rispetto a quella più settentrionale e nei secoli successivi venne a chiamarsi Adigetto.
Nel 1633 la palizzata, che fino a quel momento rappresentava lo sbarramento dal quale nasceva l'Adigetto, venne sostituita dal sostegno in pietra (la Bova) che ancora oggi rappresenta l'incile del fiume.
Durante le sistemazioni idrauliche del XIX secolo il tratto terminale venne deviato, prima del 1782, all'altezza di Botti Barbarighe, dove raccoglie le acque del Ceresolo, del Tron e del Bresega, e portato a sfociare in Canalbianco tramite lo scolo Loredano.
Nel 1937 l'Adigetto è stato interrato e deviato a Rovigo dal quartiere di San Pio X fino alla Ex Chiesa dei Frati Cappuccini (Rovigo). Il viale "Corso del Popolo" era il percorso del fiume prima della deviazione.

## Economia
L'importanza ricoperta dall'Adigetto dal punto di vista economico, specie dopo i lavori di bonifica e risistemazione dell'alveo effettuati in epoca moderna, era fondamentale per gli scambi commerciali tra i territori bagnati dalle sue rive. Alternativa vantaggiosa alle strade in terra battuta, veniva utilizzato da imbarcazioni commerciali che, grazie alla rete di canali navigabili che attraversava (ed attraversa) il Polesine riusciva a collegare i maggiori centri polesani con i capoluoghi in terraferma e con i porti marittimi.